# Літературний процес
Літерату́рний проце́с — різноманітне історико-мистецьке явище, яке характеризується змінами у стилях і напрямах художньої творчості, у виражально-зображувальній системі художніх засобів, у тематичній і жанровій своєрідності творів тощо. Обумовлюється літературний процес багатьма факторами мистецького та суспільного порядку, зокрема інтенсивністю літературного життя в тому чи іншому регіоні, чи в певному культурному центрі країни.

## Стадії літературного процесу
Стадії літературного процесу зазвичай відповідають тим етапам історії людства, які чітко виявлялися в західноєвропейських країнах і особливо яскраво — в романських. У зв'язку з цим виділяються літератури стародавні, середньовічні та літератури Нового часу з їх власними етапами.
- Перша стадія — це архаїчний період, де безумовно панує фольклорна традиція. Тут переважає мітопоетична художня свідомість і ще відсутня рефлексія над словесним мистецтвом, а тому немає ні літературної критики, ні теоретичних студій, ні художньо-творчих програм. Хронологічно період закінчується в середині 1 тисячоліття до нашої ери і характеризується колективною творчістю і відсутністю рефлексії над словом.
- Друга стадія літературного процесу бере початок в літературному житті Стародавньої Греції і триває до середини XVIII ст. Загальноприйняте найменування ще не встановилося, найбільш поширене визначення — риторична, іноді рефлексивного традиціоналізму, традиціоналістична, канонічна, ейдетична. Цей досить тривалий період відзначений переважанням традиціоналізму художньої свідомості і «поетики стилю і жанру»: письменники орієнтувалися на заздалегідь готові форми мови, які відповідали вимогам риторики, і були залежні від жанрових канонів. В рамках даної стадії виділяються два етапи, рубежем між якими стало Відродження ; при цьому перший етап можна позначити як «поетика стилю і жанру», а на другому літературна свідомість робить крок від безособового початку до особистого, а література більшою мірою стає світською. Намічаються індивідуальні стилі, формуються жанри, автор дуже яскраво заявляє про себе (Данте, Боккаччо). Приклади інших світових робіт: «Поетика» Арістотеля, античні риторики («Бенкет» і «Держава» Платона), «Натьяшастра» Бхарат, «Ода витонченому слову» Лу Цзі.
- І, нарешті, на третій стадії, що почалася з епохи Просвітництва і романтизму, на авансцену висувається індивідуально-творча художня свідомість. Відтепер домінує «поетика автора», література, як ніколи раніше, «гранично зближується з безпосереднім і конкретним буттям людини»; настає епоха індивідуально-авторських стилів. Все це присутнє в романтизмі та у реалізмі XIX століття, а чималою мірою й в модернізмі.

## Стадії розвитку української літератури
Концепції розвитку української літератури Михайла Грушевського, Сергія Єфремова, Дмитра Чижевського, сучасних дослідників є близькими між собою. Їх можна звести до таких основних відтинків чи блоків:
- література часів Київської Русі (княжа доба);
- середньовіччя (давня українська література);
- становлення нової української літератури (кінець XVIII — поч. XIX ст.);
- перша та друга половина XIX ст.;
- окремо, правда, із деякими застереженнями, виділяється період кінця XIX-поч. XX ст.(величезний масив здобутків української літератури у XX ст. в Україні та в діаспорі).

Відображаючи загальний поступ українського письменства, ці етапи розвитку літератури не є географічно стабільними. Так склалося в нашій історії, що «п'ємонтами» української духовності були не тільки відомі адміністративно-культурні центри країни (Острог, Київ, Львів, Харків та ін.), часто ними ставали місця, які знаходились за межами традиційних осередків українства. Так, у XX ст. українська ідея й українська демократична література розвивались не в Україні, а, переважно, в західній діаспорі.
Розвиток літературного процесу є явищем різноманітним і не однозначним з усякого погляду. Разом з тим, він має чіткі параметри функціонування, ряд особливостей, які змінюються від століття до століття, характеризуючи культурно-мистецьку єдність української літератури. У зв'язку з цим, є плідним розгляд внеску в українське художнє слово не тільки відомих літературних центрів, але й окремих регіонів. Варто зауважити, що такі студії повинні опиратись на ідею художньої цілісності української літератури, на її унікальний характер у світовому культурному процесі.